# ال‌جی وی‌ایکس۹۹۰۰
ال‌جی وی‌ایکس۹۹۰۰ (به انگلیسی: LG enV (VX9900))، یک‌نمونه از گوشی‌های تلفن همراه سری وریزون مدل‌های سی‌دی‌ام‌آ (به انگلیسی: Verizon CDMA Models (VX)) شرکت ال‌جی الکترونیکس می‌باشد که توسط همین شرکت به بازار عرضه شده‌است.